# Freddy Heinekenbrug
De Freddy Heinekenbrug (brug nr. 84) is een vaste brug op de grens van Amsterdam-Centrum en De Pijp in Amsterdam Oud-Zuid.

## Ligging
Ze vormt de verbinding tussen de Weteringschans, Nieuwe Vijzelstraat en Weteringplantsoen enerzijds en de Ferdinand Bolstraat en Stadhouderkade anderzijds. De brug overspant de Singelgracht. Over de brug loopt een van de onbekendste straten in Amsterdam: de Weteringlaan. Rondom de brug zijn te vinden de voormalige Heineken Brouwerij, een aanlegsteiger voor rondvaartboten en de oorlogsmonumenten het Van Randwijkmonument en De Gevallen Hoornblazer.

## Geschiedenis
De geschiedenis van de brug is bijna gelijk aan die van brug 86 over de Lijnbaansgracht. Een eerste brug kwam hier in 1875 met steun van de AOM. Vanaf 1883 reed hier een paardentram, vanaf 1904 een elektrische tram. De brug moest toen regelmatig versterkt worden. Een grote ingreep vond plaats in 1915 toen de brug door de Dienst der Publieke Werken aanzienlijk verbreed werd. Vermoedelijk was de ontwerper daarbij Jo van der Mey, het is een brug van "het bureau van". Van der Mey’s hand was te zien in de uitkragingen van de brugpijlers. In 1925 en 1949 moest de brug opnieuw aangepast worden. 
Vanaf 1989 werd er in de gemeenteraad gediscussieerd over de autostromen binnen het gebied van het centrum en de woonwijken uit de 19e eeuw. Belangrijkste punten waren dat de fiets voorrang kreeg aan de binnenzijde van de stad (zie bijvoorbeeld ruimte fietspaden en eenrichtingsverkeer voor auto’s op de Weteringschans). De auto werd verbannen naar net buiten de Singelgracht, de Stadhouderskade. Er moest echter wel nog wel ruimte voor verbinding blijven. In 2003 was de gemeente eruit. Aan architect Henk Meijer van Kerste-Meijer werd gevraagd een nieuw ontwerp te maken. In 2004 en 2005 werd de brug van Van der Mey gesloopt en vervangen door een nieuwe. Daarbij werden de ijzeren steunen van de oorspronkelijke brug (zie de foto van Jacob Olie) eindelijk verwijderd. Daarbij ging de gehele omgeving op de schop, zo werden de aanlegplaatsen voor de rondvaartboten verplaatst en werden parkeerplaatsen geschapen voor de bussen met toeristen voor die boten. Die bussen parkeerden eerst op de brug, maar dat werd niet langer toegestaan. Op 16 december 2005 opende Charlene de Carvalho-Heineken de nieuwe brug die toen ook haar nieuwe officiële naam kreeg, een vernoeming naar haar vader Freddy Heineken. Voorheen stond de brug plaatselijk bekend onder de naam Weteringbrug.    
Over de brug reden jarenlang de tramlijnen 16, 24 en 25. Die laatste werd op 14 december 2013 uit dienst genomen en de eerstgenoemde op 22 juli 2018. Onder de brug rijdt metrolijn 52 in een diep gelegen tunnel. Door werkzaamheden aan deze lijn was dit na 2013 van invloed op het tramverkeer. Door noodzakelijke herinrichting van de Ferdinand Bolstraat konden wisselend de tram 16 en 24 niet door de straat rijden en reden dus ook niet over de brug.

## Gedenksteen
Aan de Stadhouderskadezijde van de brug ligt een gedenksteen in het trottoir. Nabij deze plek tegenover de Heinekenbrouwerij kwam de 18-jarige Heleen Franzzen op 17 september 2007 om bij een Dode-hoeksongeluk. 

## Afbeeldingen

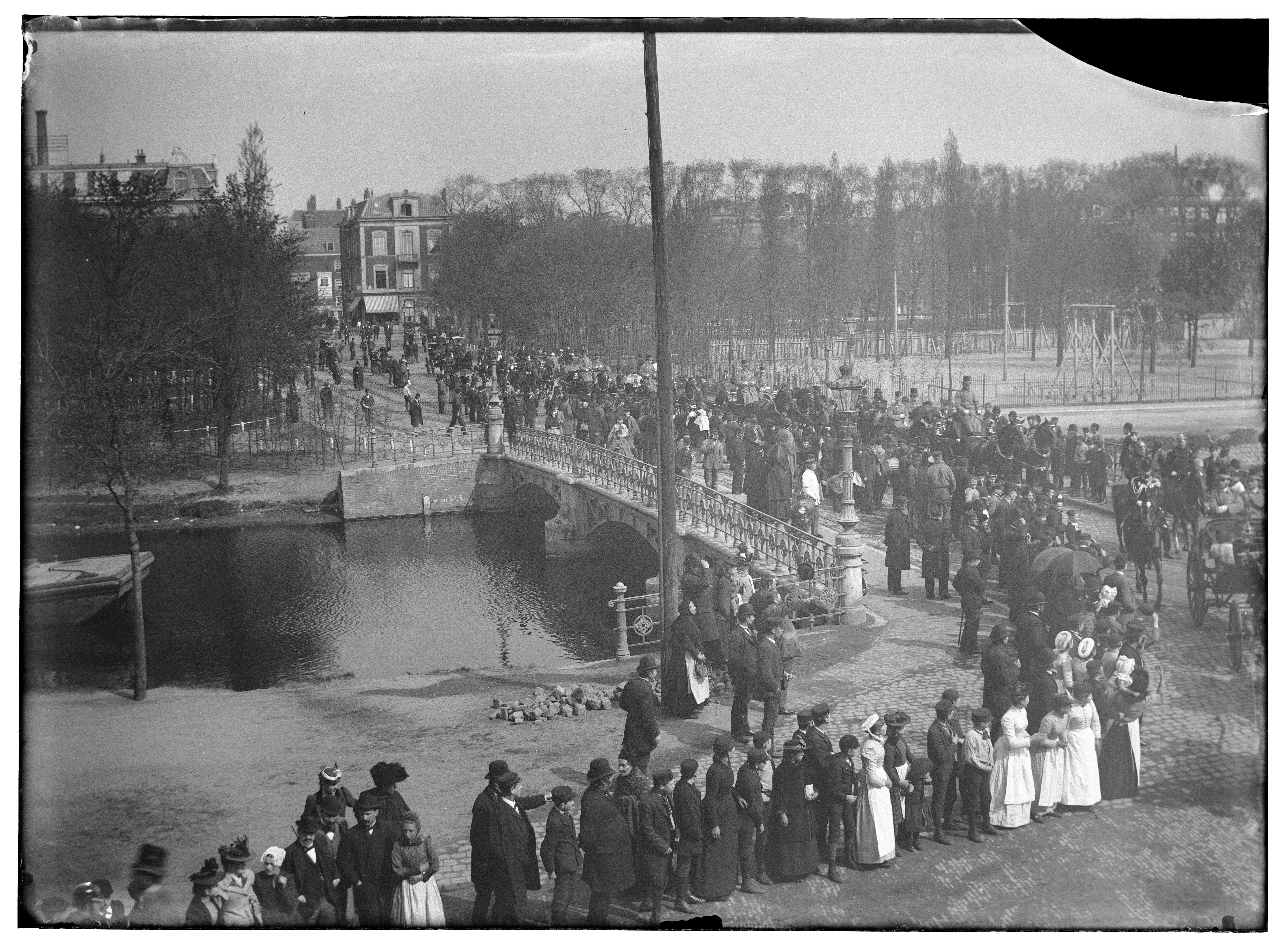
De brug 86 met tramrails door Jacob Olie vastgelegd in 1892

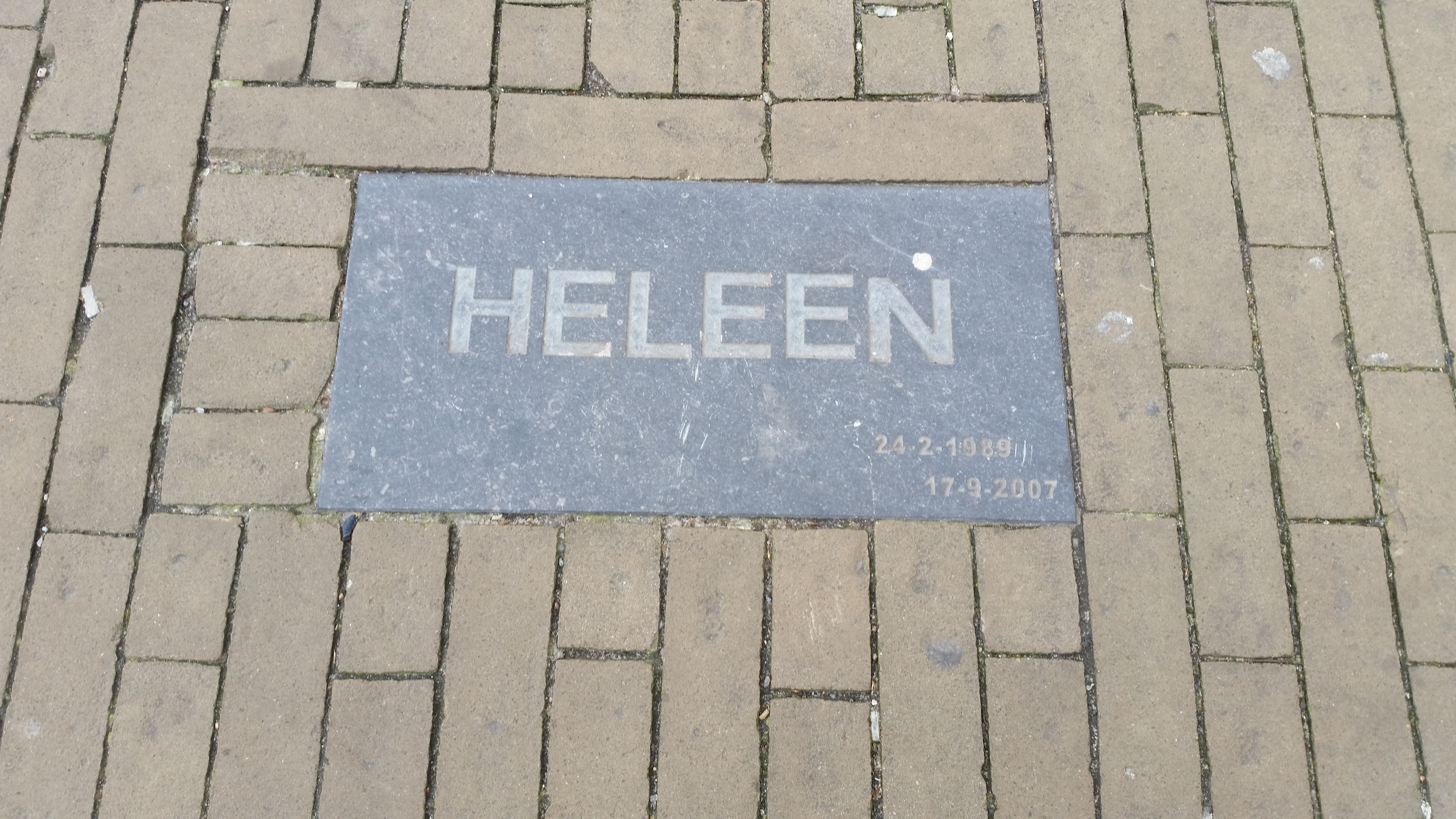
Gedenksteen Heleen Franssen (maart 2019)

1 · 2 · 3 · 4 · 5 · 6 · 7 · 8 · 9 · 10 · 11 · 12 · 13 · 14 · 15 · 16 · 17 · 18 · 19 · 20 · 21 · 22 · 23 · 24 · 25 · 26 · 27 · 28 · 29 · 30 · 31 · 32 · 34 · 35 · 36 · 37 · 38 · 39 · 40 · 41 · 42 · 43 · 44 · 45 · 46 · 47 · 48 · 49 · 50 · 51 · 52 · 53 · 54 · 55 · 56 · 57 · 58 · 59 · 60 · 61 · 62 · 63 · 64 · 65 · 66 · 67 · 68 · 69 · 70 · 71 · 72 · 73 · 74 · 75 · 76 · 77 · 78 · 79 · 80 · 81 · 82 · 84 · 85 · 86 · 87 · 88 · 89 · 90 · 91 · 92 · 93 · 94 · 95 · 96 · 97 · 98 · 99 · >>>
Brugnummers 33 en 83 zijn niet (meer) vergeven